# 池田有希子
池田 有希子（いけだ ゆきこ、1970年6月23日 - ）は、日本の女優。プランニングクレア所属。身長157cm、体重42kg。血液型はB型。
パートナー（事実婚）はジャーナリスト、作家、ミュージシャンのモーリー・ロバートソン。東京都出身。

## 来歴・人物
アメリカ留学の経験を持ち、特技が英語全般・英語手話、タップダンスである。声質はハスキーボイス。
父・道彦はアトリエ・ダンカンの創業者。祖父・延次郎はシャンバローの初代岡三郎。

## 学歴
- 1986年　玉川学園高等部入学
- 1987年　米国・ブラウンシティー高校奨学金留学
- 1988年　米国・インタロッケン芸術高校演劇科奨学金留学
- 1989年　米国・インタロッケン芸術高校演劇科卒業
- 1994年　学習院大学文学部哲学科美学美術史系卒業

## 出演作品

### podcast
モーリー・ロバートソンが制作するポッドキャスト「i-morley」にレギュラー出演している。

### テレビドラマ
1995年
- 外科医柊又三郎 - 吉永百合　役
- シェイクスピアの苦悩 - ジュリエット　役

1996年
- 冠婚葬祭部長 - 武藤真理子　役
- 外科医柊又三郎2 - 新井絵美　役
- ご立派すぎて - 11・12ゲスト出演

1997年
- メロディ - 西浦早苗　役
- 真夜中の王国火曜日#2〜初挑戦〜トークゲスト
- 世界ウルルン滞在記第107回「中国・雑技の本場に・・・池田有希子が出会った」
- 向日葵は死のメッセージ - 松山千秋　役
- 港街ホテル物語 - 高村まり　役
- 毛利元就 - 侍女ぎん　役
- 噂の伝次郎 - 岡根谷由美子　役

1998年
- 緊急治療室の前-In front of“ER”第4話・二人芝居 - 妻　役
- パパ・レンタル中 - 芦田藤子　役
- MONEY TALKS - 牧瀬あずさ　役
- 大家族デカ2 - 青木先生　役
- お嬢様は名探偵 - 河合由季　役

1999年
- ひなたぼっこ - 北見恵　役
- 漫画家真行寺華美の殺人レシピ - 小池裕子　役

2004年
- 東京湾景

2005年
- ごくせん

2010年
- 大魔神カノン - くららの母　役

### 舞台
アメリカの高校にて
1987年
- 「Grease」 - サンディー/アンサンブル　役

1988年
- 「A Talk in the Park」 - シェリル　役

1989年
- 「Brighton Beach Memoire」 - ノラ　役
- 「Aresenic and Old Lace」 - アンサンブル　役

日本
1990年
- 「沢田研二 ACT ボリス・ヴィアン」（東京グローブ座・新神戸オリエンタル劇場）
- 「ぼくのシンデレラ」（青山劇場）

1991年
- 「沢田研二 ACT ニーノ・ロータ」（パナソニックグローブ座・新神戸オリエンタル劇場）
- 「二枚目・〜踊る飲茶姫〜」（新宿シアターアプル）
- 「バルセロナ物語」スパニッシュ・ミュージカル（日生劇場）

1992年
- 「バルセロナ物語」スパニッシュ・ミュージカル（大阪フェスティバルホール）
- 「二枚目・〜「新宿おどり」の作り方〜」(新宿シアターアプル)
- 「ラ・パロマの夜祭り」スパニッシュ・コメディ（シアターVアカサカ）

1993年
- 「チャーリーとチョコレート工場の秘密」（六甲アイランドシアター）

1994年
- 「ラスト・チャンス・キャバレー」（シアターコクーン他）
- 「ステッピング・アウト」 - リン 役
- 「毛皮のマリー」紋白（パルコ劇場他）　- 美少女　役

1995年
- 「ロッキー・ホラー・ショウ」（パルコ劇場他） - ジャネット・ワイス 役
- 「フィガロの結婚」阿呆劇（シアターコクーン） - バルバリーナ 役

1996年
- 「毛皮のマリー」再演（パルコ劇場他）
- 「ロッキー・ホラー・ショウ」再演（パルコ劇場他）

1997年
- 「かごの鳥」二人芝居（シアターサンモール） - ペン 役
- 「ロッキー・ホラー・ショウ」再演（パルコ劇場他）

1998年
- 「THE VAMPIRE STRIKES ROCK」劇団★新感線（大阪・中座　東京・サンシャイン劇場） - カーミラ 役

1999年
- 「夏の夜の夢」グローブ座カンパニー10周年記念作品 - ハーミア 役
- 「リトル・ナイト・ミュージック」（東京・青山劇場　大阪・近鉄劇場） - ペトラ 役
- 「ジャック・ブレルは今日もパリに生きて歌っている」（T.Y.ハーバーシアター）
- 「美しきものの伝説」（新国立劇場・中劇場） - 突然坊 役
- 「ロッキー・ホラー・ショウ」4演目（パルコ劇場他）

2000年
- 「真夏の大回転」カムカムミニキーナ本公演（東京・スタジオコクーン　大阪・扇町ミュージアムスクエア） - コスタリカ・ホットフィールド 役
- 「ロス・タラントスーバルセロナ物語ー」フラメンコ・ミュージカル（東京・アートスフィア、大阪・名古屋）
- 「きみはいいひとチャーリー・ブラウン」ミュージカル（博品館劇場他） - サリー　役
- 「天使からの招待状」FANTASTIC MUSICAL29歳の女たちVol.4（博品館劇場）
- 「カムカムミニキーナ大晦日公演」
- 「バルコン」革命夜話幻想館（シアタートラム） - シャンタル 役
- 「ピーターパン」（青山劇場他） - タイガーリリー 役
- 「SNOOPY! THE MUSICAL」（銀座博品館劇場） - サリー 役

2002年　
- 「HONK!」ミュージカル（青山劇場、地方公演） -　モリーン　役
- 「LITTLE VOICE」（シアターコクーン、新神戸オリエンタル劇場） - リトル・ヴォイス 役

2004年
- 「一天地六〜幕末新宿遊侠伝〜」（新宿花園神社境内・野外ステージ）
- 「HUNTER×HUNTER」リアルステージ（シアターサンモール）
- 「ナイン THE MUSICAL」（アートスフィア）

2005年
- 「URASUJI」（下北沢ザ・スズナリ）
- 「妖精たちの砦」（俳優座劇場）

2006年
- 「皆に伝えよ!ソイレント・グリーンは人肉だと」 - ベニサンピット　役
- 「OUR HOUSE」（東京・名古屋・大阪・金沢・新潟）
- 「ガールフレンズ」ユーミンソング・ミュージカル（博品館劇場）

2007年
- 「円生と志ん生」（全国公演）
- 「URASUJI★幕末編〜みだれ〜」「URASUJI」再演＋surprise LIVE（下北沢ザ・スズナリ）

2008年
- 「ガールフレンズ」裕子役（Wキャスト）ユーミンソング・ミュージカル(銀河劇場、地方公演)
- 「WILDe BEAUTY」（博品館劇場）
- 「夜と星と風の物語〜「星の王子さま」より〜」（シアター1010）
- 「ホロー荘の殺人」（俳優座劇場）

2009年
- 「URASUJI・III　寵愛－大陸編－」（下北沢ザ・スズナリ）
- 「ザ・ヒットパレード　-ショウと私を、愛した夫-」再演（ル　テアトル銀座・シアターBRAVA！）
- 「ありがとうグラスホッパー」（池袋サンシャイン劇場、全国公演）

2010年
- 「リトルショップ・オブ・ホラーズ」（下北沢本多劇場、全国公演）
- 「ありがとうグラスホッパー」（川口公演）

2011年
- 「ZORRO THE MUSICAL」（日生劇場） - イネス 役 ※島田歌穂とのwキャスト

2012年
- 「リトルショップ・オブ・ホラーズ」（下北沢本多劇場、全国公演）
- 「ミュージカル ア・ソング・フォー・ユー クリスマススペシャルコンサート」（中野サンプラザ）

2013年
- 「リトルショップ・オブ・ホラーズ」（下北沢本多劇場、全国公演）
- 「しゃばけ」（赤坂ACTシアター他）
- 朗読劇「ガラスの動物園」（代官山 ヒルサイドプラザ、恵比寿アート・カフェ・フレンズ）
- 「ピノキオ〜または白雪姫の悲劇〜」親子のためのファミリー・ミュージカル（KAAT神奈川芸術劇場ほか）

2015年
- なかよし60周年記念ミュージカル『リボンの騎士』（赤坂ACTシアター、シアターBRAVA!） - 王妃 役

2016年
- 「マクベス 〜The tragedy of Mr. & Mrs. Macbeth」（シアターXカイ） - マクベス夫人 役
- ミュージカル「プリシラ」 - シンシア 役 ※ Wキャスト

2018年
- 音楽劇「道（La Strada）」（2018年12月8日-28日、日生劇場）

2019年
- イノサンmusicale（2019年11月29日 - 12月10日、ヒューリックホール東京）

2024年
- Bats in the Belfry（2024年6月29日 - 7月21日、浅草九劇）[1]

### 映画
2009年
- 刺青 匂ひ月のごとく（2009年6月27日）

2016年
- いしゃ先生（2016年1月9日） - 志田せい 役

### テレビアニメ・劇場版アニメ
- パワーパフガールズ（2001年） - バターカップ　役
- パワーパフガールズ・ザ・ムービー（2002年） - バターカップ　役
- パワーパフガールズ：ダンスパンツにご用心!（2014年） - バターカップ　役

### バラエティ番組・その他
- 水野キングダム♥パワーパフガールズ - バターカップ　役
- アウト×デラックス（2018年3月1日、フジテレビ） ※夫・モーリー・ロバートソンと出演[2]
- 匠本舗テレビショッピング「料亭監修絶品おせち」【出演】馬場典子、モーリー・ロバートソン、池田有希子、ジェフ・バーグランド（2023年9月8日 14:30-14:59、びわ湖放送）ほか
- 老舗料亭監修絶品おせち【出演】馬場典子、モーリー・ロバートソン、池田有希子、ジェフ・バーグランド、京料理十四代当主飯田知史（2024年10月14日 6:00-6:20、びわ湖放送）ほか

### 音楽活動
1990年～1993年
「HANIWA」リード・ヴォーカルとしてライブ、海外ツアー、レコーディング等で活動。

## 著作
「Oblige」（1998年、学習院桜友会櫻友クラブ） ※会員誌・季刊4回連載。オブリージ・エッセンス「演劇」執筆